# Akira Koike
Akira Koike (小 池 晃; Tokyo, 9 giugno 1960) è un politico giapponese.
È l'attuale segretario del Partito Comunista Giapponese e membro della Camera dei consiglieri.

## Biografia
Akira Koike ha frequentato la scuola primaria Ōnoden , la scuola secondaria di primo grado Shiritsu Daiyon e la scuola secondaria di secondo grado Komaba. In seguito si è laureato alla scuola di Medicina dell'università di Tohoku nel marzo del 1987.